# Praful Bidwai

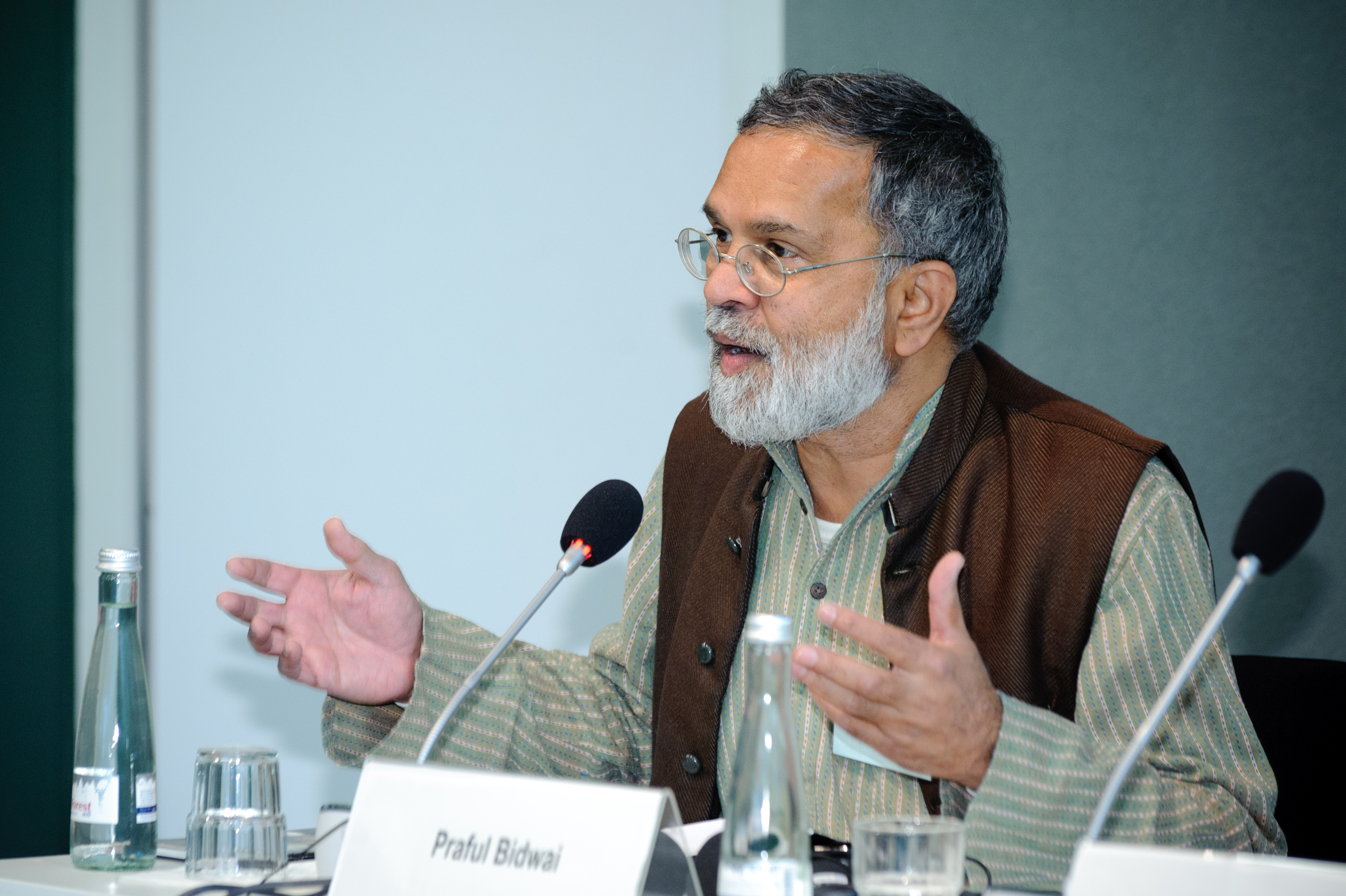
Praful Bidwai (2011)

Praful Bidwai (1949-Ámsterdam, 21 de junio de 2015) fue un politólogo indio que trabajó como periodista independiente e investigador asociado del Transnational Institute.

## Breve biografía profesional
Praful Bidwai, investigador asociado del Transnational Institute y ex redactor jefe de The Times of India, es periodista independiente y columnista habitual en diversos diarios de la India. Es redactor adjunto de Security Dialogue, publicada por PRIO, Oslo; miembro de la Red Internacional de Ingenieros y Científicos contra la Proliferación (INESAP) y cofundador del Movimiento Indio por el Desarme Nuclear (MIND). 
En 2000 recibió, junto con Achin Vanaik, el galardón Sean McBride International Peace Prize, concedido por International Peace Bureau . Su último libro se titula The Phoenix Moment: Challenges Confronting the Indian Left (HarperCollins 2015).